# Puštík bělavý
Puštík bělavý (Strix uralensis) je noční pták z čeledi puštíkovití. Žije v Evropě a Asii, na českém území patří mezi vzácné sovy, i když se jeho počty zvyšují.

## Systematika
Biologická systematika rozeznává 7 až 10 poddruhů.
- Strix uralensis daurica
- Strix uralensis fuscescens
- Strix uralensis hondoensis
- Strix uralensis japonica
- Strix uralensis liturata – puštík bělavý severoevropský
- Strix uralensis macroura – puštík bělavý středoevropský
- Strix uralensis momiyamae
- Strix uralensis nikolskii
- Strix uralensis uralensis – puštík bělavý západosibiřský
- Strix uralensis yenisseensis. [4]

### Puštík bělavý severoevropský (Strix uralensis liturata)
Na počátku roku 2020 byl tento poddruh chován ve více než 20 evropských zoo, včetně čtyř českých zoo:
- Zoo Jihlava
- Zoo Liberec
- Zoo Praha[6]
- Zoo Ústí nad Labem

Na webových stránkách Zoo Praha a Zoo Ústí nad Labem je často uváděn pod názvem puštík bělavý pobaltský.

### Puštík bělavý středoevropský (Strix uralensis macroura)
Centrum rozšíření tohoto poddruhu puštíka bělavého se nachází v karpatském oblouku. Jeho areál zasahuje na území České republiky západním výběžkem. V České republice se nachází přibližně 50 hnízdících párů a jeho stavy v České republice mírně stoupají. K posílení populace slouží program zastřešený Správou CHKO Třeboňsko a Zoo Hluboká. Na projektu se podílí i další zoologické stanice (např. Zoo Ostrava, Zoo Děčín, Zoo Bratislava, Zoo Praha, Zoo Bojnice) a další subjekty (např. Zoopark Chomutov a Stanice Pavlov).

### Puštík bělavý západosibiřský (Strix uralensis uralensis)
Populace tohoto poddruhu čítá na 100 až 300 tisíc jedinců, kteří obývají především západní Sibiř. Jeho areál však zasahuje i do evropské části Ruska a na východ až k Ochotskému moři. Zástupce puštíka bělavého západosibiřského je možné zhlédnout v Zoo Brno (2016), kteří jsou reprezentanti geneticky čistého poddruhu.

## Popis

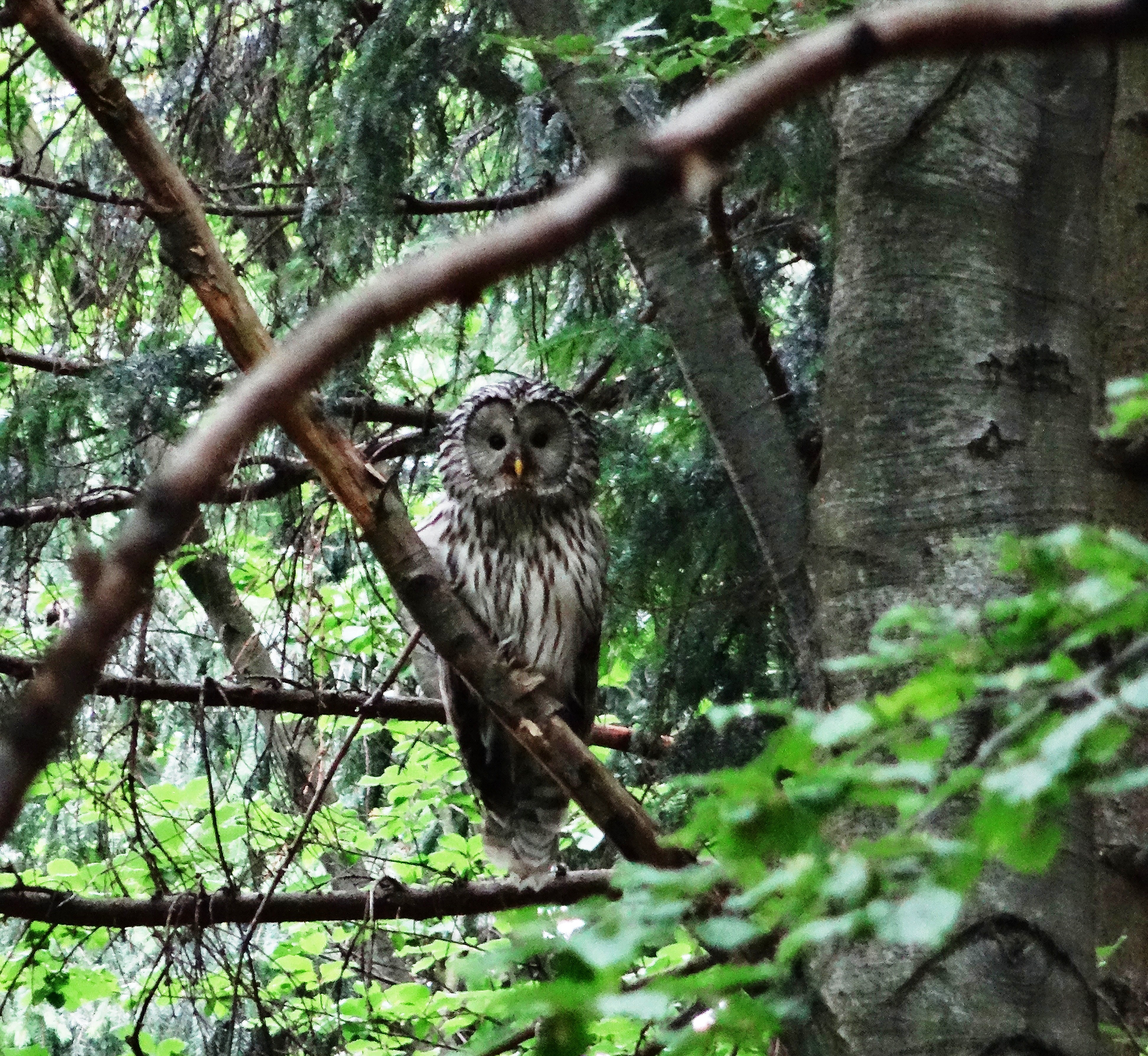
Puštík bělavý

Puštík bělavý vypadá jako výrazně větší, mohutnější a světlejší puštík obecný (délka těla asi 60 cm) a má ve srovnání s ním zřetelně delší ocas. Rozpětí křídel dosahuje obvykle okolo 120 cm, výjimečně až 170 cm. Zbarven je zpravidla nápadně světle, vyskytuje se však i tmavá varianta. Obličej je okrouhlý, oči černohnědé. Samec a samice se navzájem neliší, samice však dorůstají větší mohutnosti (samec 540–730 g, samice 720–1200 g). Sezónní varianty zbarvení neexistují. Většinou je aktivní po setmění, ale občas loví i ve dne. Puštík bělavý je po výru velkém naše druhá největší sova dobře poznatelná podle dlouhých ocasních per a charakteristického světlého zbarvení. Můžeme se s ním setkat i během dne nebo za soumraku.

## Rozšíření

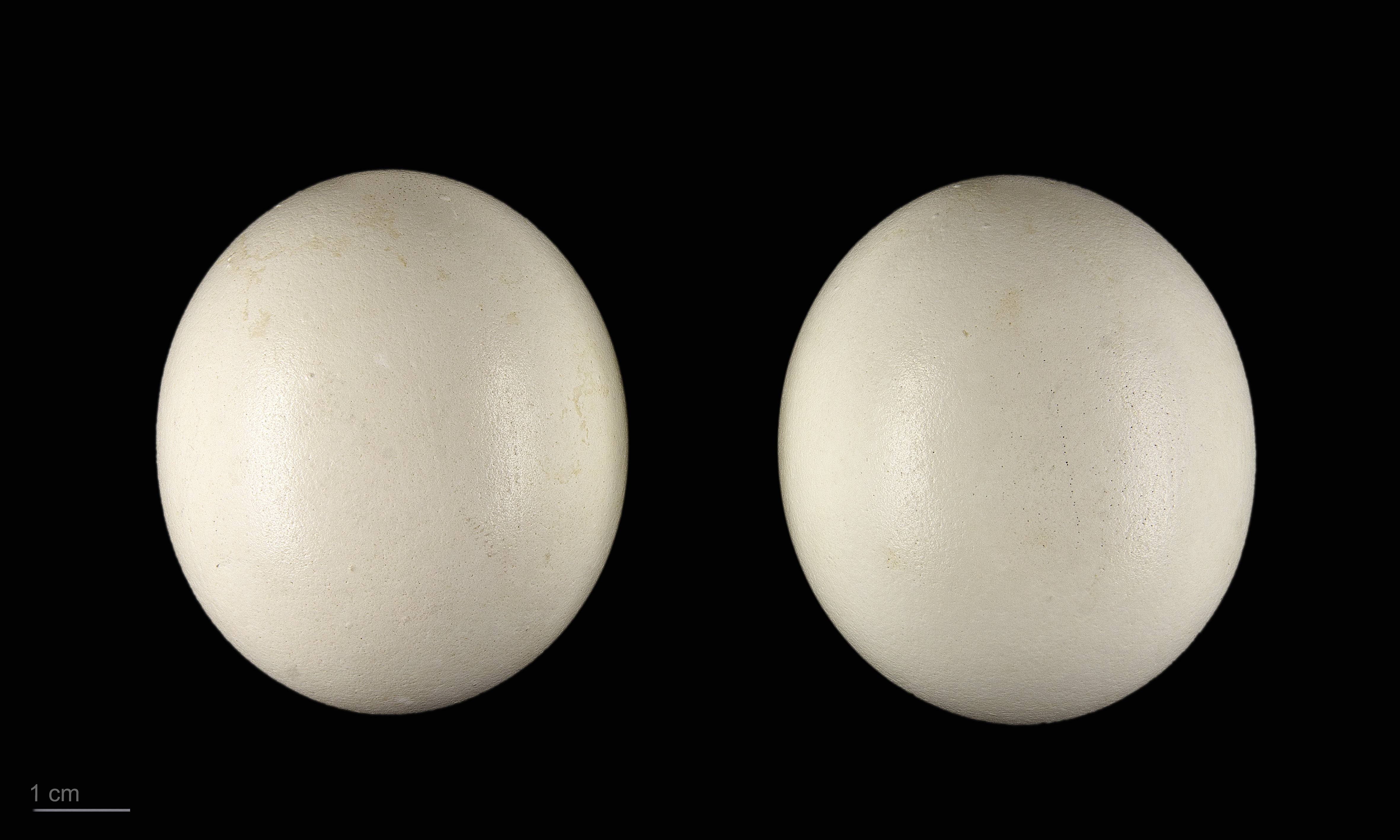
Vejce puštíka bělavého západosibiřského (Strix uralensis uralensis)

Vyskytuje se v jehličnatých i vlhčích listnatých lesích Evropy v její severní a severovýchodní části (Švédsko, Finsko, Pobaltí) a v severní části Asie (Rusko) až po severní Koreu a Japonsko. Izolované populace se vyskytují v Karpatech a jejich blízkém okolí a ve východní a severovýchodní části Alp a jejich předhůří.[zdroj?]
Pro úspěšné hnízdění této sovy mají nezastupitelnou roli staré a přestárlé stromy i jejich polorozpadlá torza. V nepříznivých letech, kdy je nabídka vhodné kořisti minimální, páry nemusejí zahnízdit vůbec. Ve středoevropských podmínkách se vyskytuje v lesích nad 400 metrů nad mořem, v oblibě má zejména staré bučiny.

### Výskyt v Česku
V České republice se vyskytuje jen velmi vzácně ve dvou oblastech: jednak v pralesních rezervacích v Beskydech, jednak bylo zaznamenáno jeho hnízdění v oblasti Šumavy a Českého lesa, kde byl od 30. do 70. let 20. století považován za vyhynulý druh. Současný výskyt v této oblasti je výsledek bavorského i českého reintrodukčního programu. Počet hnízdících párů se v Národním parku Šumava se v roce 2009 odhadoval na 15 až 20 párů, současný stav ovšem bude mnohem vyšší. Na Slovensku jde o 400–500 hnízdících párů.

## Biologie

### Hlas
Puštík bělavý má velmi charakteristický hlasový projev: divoké „hu-hauhauhau“, resp. „vůhu-hu-hu“ s důrazem na první slabiku (trochu se podobá projevu holuba hřivnáče). Samice reaguje výkřiky „hé“ nebo „ve“, případně (v blízkosti hnízda) „chrú-chru-chru“. 
V jarních měsících se samec ozývá často už před setměním typickým hlubokým houkáním, které se nese až několik set metrů daleko.

### Hnízdění
Puštík bělavý hnízdí v dutinách stromů nebo starých hnízdech dravců. Samice snáší 1–5 (obvykle 2–4) bílá vejce, na kterých sedí sama po dobu 27–34 dnů (ve středoevropských podmínkách zpravidla v dolní polovině rozptylu). Mláďata krmí rodiče asi 5 týdnů, po vylétnutí je ještě asi jeden měsíc přikrmují. 
Puštík bělavý si v době hnízdění dokáže své teritorium srdnatě bránit. Tato sova je velmi nebojácná, stejně jako u dalších puštíků rodiče dokáží své hnízdo urputně a agresivně bránit před jakýmkoli vetřelcem, výjimečně napadnou i člověka. Ve Švédsku dostal puštík pro tento povahový rys jméno „slaugula“ tj. „útočná sova“.

### Potrava
Potravu tvoří hlodavci a další drobní savci, ptáci a hmyz.

## Galerie

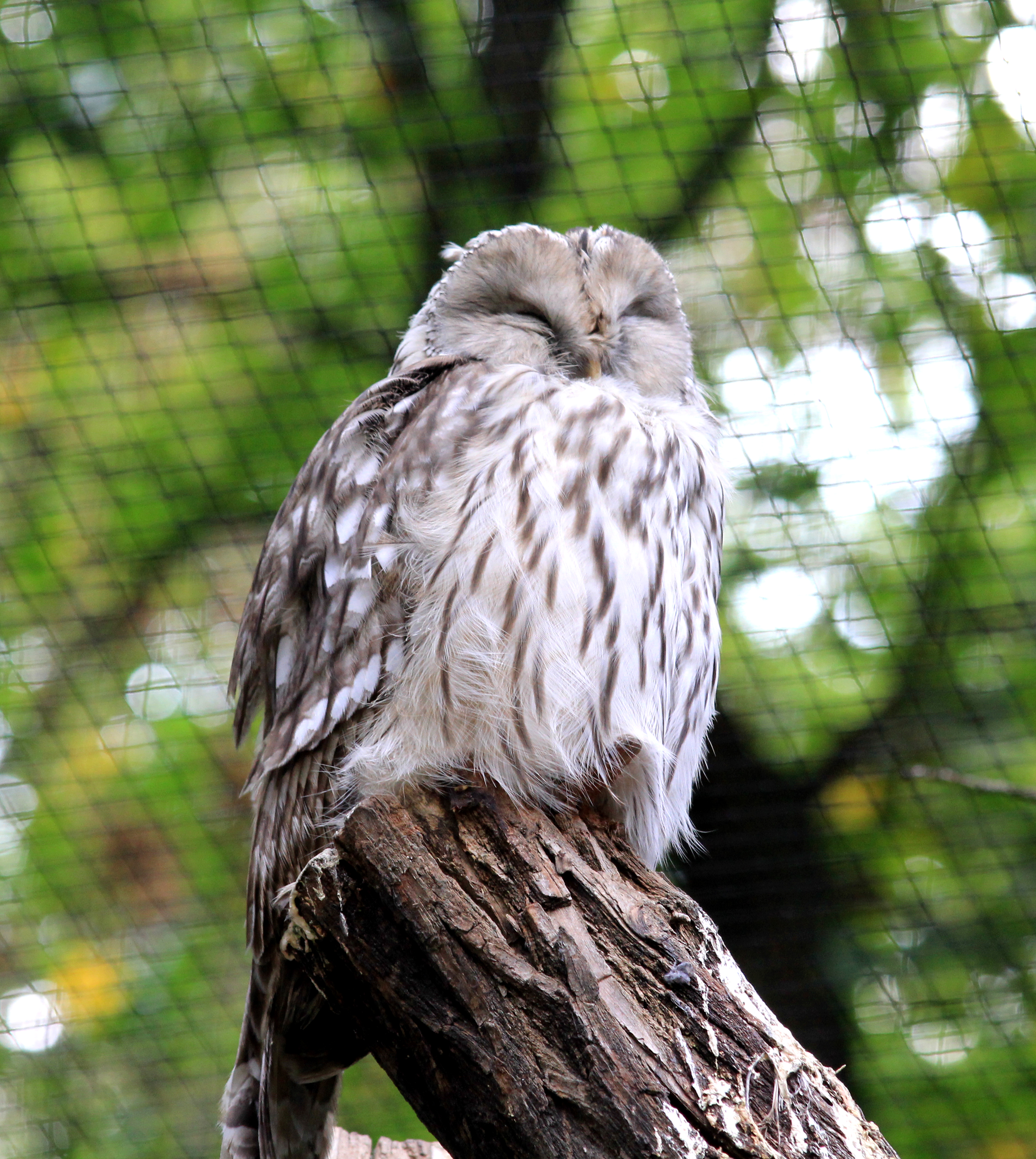
Puštík bělavý v Zoo Praha
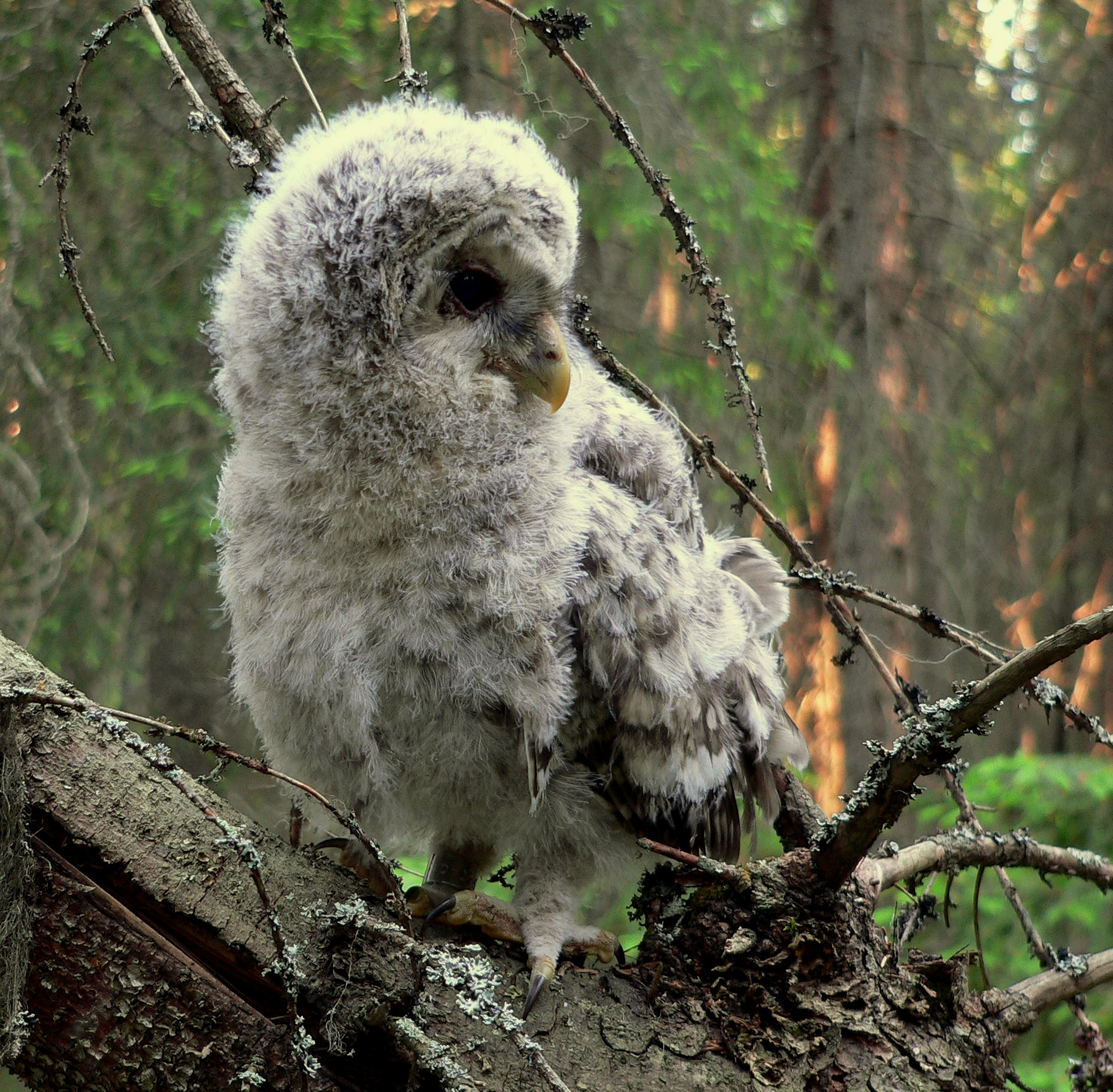
Puštík bělavý, mládě
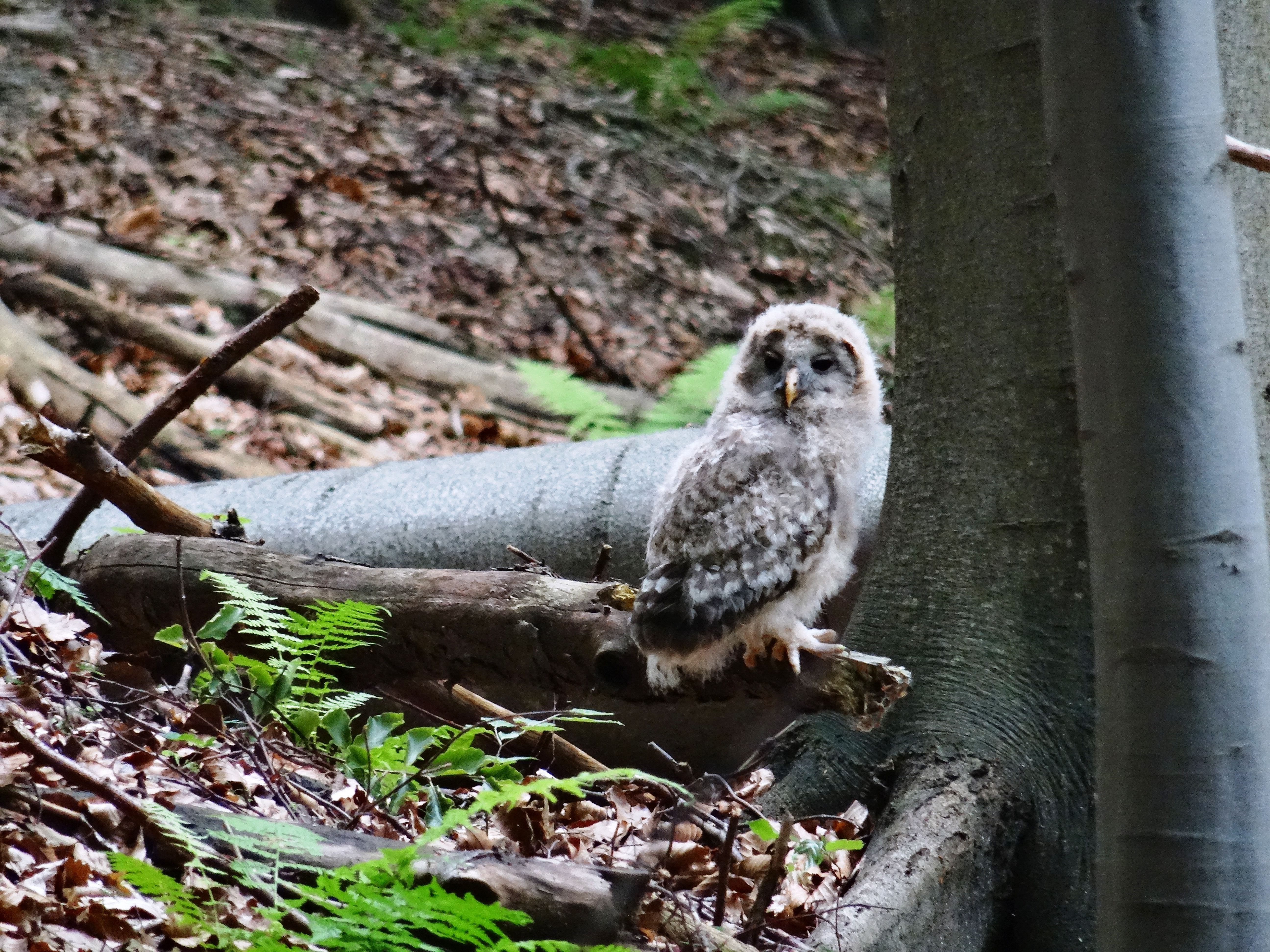